# Lederia imdecorata
Lederia imdecorata is een keversoort uit de familie zwamspartelkevers (Melandryidae). De wetenschappelijke naam van de soort werd in 2001 gepubliceerd door Ishikawa & Sakai.